# Cephas Chimedza
Cephas Chimedza (Harare, 5 de dezembro de 1984) é um ex-futebolista profissional zimbabuano que atuava como defensor.

## Carreira
Cephas Chimedza representou o elenco da Seleção Zimbabuense de Futebol no Campeonato Africano das Nações de 2006.